# A Fig Leaf for Eve
A Fig Leaf for Eve è un film del 1944, diretto da Don Brodie, con Eddie Dunn. Il film è noto anche coi titoli: Desirable Lady, Flaming Girls, Hollywood Nights, Not Enough Clothes, Reckless Youth, Room for Love, e Strips and Blondes.